# Рянжин, Валентин Анатольевич
Валенти́н Анато́льевич Рянжин (7 июня 1928, с. Важины, Подпорожский уезд, Ленинградская область — 10 ноября 2006, Санкт-Петербург) — советский и российский юрист (государственное, конституционное и муниципальное право), профессор, доктор юридических наук.

## Биография
После окончания 2-й средней школы в г. Лодейное Поле (Ленинградская область) в 1946 году с отличием окончил юридический факультет (1950) и аспирантуру (1953) Ленинградского государственного университета им. А. А. Жданова (ЛГУ). Там же получил степень кандидата (1953), доктора (1970) юридических наук и звание профессора (1971). Член КПСС в 1953—1977 и с 1987 года.
После защиты кандидатской диссертации был направлен в Таллин в недавно созданную АН Эстонской ССР, где проработал до 1965 года, пройдя путь от старшего научного сотрудника Института истории (1954—1956) до учёного секретаря Отделения философии, истории и права АН ЭССР (1956—1965).
- 1965—1971 — доцент юридического факультета ЛГУ.
- 1971—1977 — профессор юридического факультета ЛГУ (в числе студентов были А. А. Собчак, В. В. Путин, А. И. Бастрыкин и др.).
- 1977—1991 — инструктор пожарной охраны ЛОМО (Ленинградское оптико-механическое объединение имени В. И. Ленина), после исключения из КПСС в 1977.
- 1991—1994 — преподаватель Александровского лицея, Санкт-Петербург.
- 1994—1998 — профессор Северо-Западной академии государственной службы.
- 1997—1998 — вместе с проф. О. Г. Каратаевым и проф. А. И. Бастрыкиным организовывал юридический факультет Санкт-Петербургского государственного университета водного транспорта (СПбГУВК).
- 1998—2006 — профессор юридического факультета СПбГУВК.

Был членом многих научных и диссертационных Ученых советов по различным вопросам права.
Автор более 200 научных публикаций, включая несколько монографий, опубликованных в том числе в Германии, Болгарии, Чехословакии, Венгрии, Эстонии, Латвии, Литве, Украине, Грузии и др. Под его руководством защищено 34 кандидатских и 15 докторских диссертаций. В 1989 году баллотировался в академики АН Эстонской ССР.
В последние годы жизни опубликовал ряд научно-популярных работ на историко-философскую тематику о Маннергейме и Финляндии, Тухачевском и др.
Похоронен на Северном кладбище Санкт-Петербурга.

## Семья
Отец Рянжин Анатолий Михайлович (1901—1983 гг.) главный бухгалтер Совнархоза лесной промышленности Ленинграда и Ленинградской области, мать Рянжина (Оськина) Надежда Николаевна (1905—1987 гг.) домохозяйка. Отец — активный участник Гражданской и Великой Отечественной войны: начинал Отечественную войну в 1941 г. младшим лейтенантом на Волховском фронте и закончил в 1945 г. старшим лейтенантом в Чехословакии. Имеет несколько медалей.
В. А. Рянжин был женат трижды. Первая жена Рянжина (Прокофьева) Ариадна Александровна инженер (1926—2008 гг.). Дети от первого брака: Рянжин Сергей Валентинович (1953—2013 гг.) доктор географических наук, специалист в области физической лимнологии, Рянжин Александр Валентинович (1955—2008 гг.) художник, скульптор. Вторая жена Рянжина (Михайлец) Елена Георгиевна трагически погибла в 1977 г. В запутанном деле её смерти обвинили сына Александра Рянжина. Первый суд послал дело на доследование за недостаточностью улик, однако, несмотря на отсутствие новых улик, повторный суд (1978 г.) осудил Александра Рянжина на 15 лет (просидел 13 лет). После этого суда В. А. Рянжин был исключён из КПСС и уволен из ЛГУ.

## Награды
- Медаль «В память 250-летия Ленинграда».
- Юбилейная медаль «За доблестный труд. В ознаменование 100-летия со дня рождения Владимира Ильича Ленина».
- Медаль «Ветеран труда».
- Юбилейная медаль «200 лет со дня рождения адмирала А. М. Ушакова».
- Медаль «За вклад в свободу и науку» (Польша).

## Некоторые публикации
- Рянжин В. А. 1958. Система выборов Президента США // Советское государство и право. № 4.
- Рянжин В. А. 1963. Соотношение нормативных и программных начал в Советской Конституции // Правоведение. N 3.
- Рянжин В. А. 1965. Конституция как особый правовой акт Советского государства // Верховному Суду СССР — 40 лет. М., 1965.
- Рянжин В. А. 1966. Социалистическая революция 1940 г. в Эстонии и преобразование Государственной Думы Эстонии в Верховный Совет Эстонской ССР // Правоведение. № 4
- Рянжин В. А. 1967. Конституция как особый правовой акт Советского государства // Актуальные проблемы Советского государства и права в период строительства коммунизма. Л.: Изд-во Ленингр. ун-та. 1967.
- Рянжин В. А. 1970. Государственно-правовые проблемы образования и развития советской государственности в Эстонии // Автореф. дис. … д-ра юрид. наук, Л.: Изд-во Ленингр. ун-та.
- Рянжин 1973.Советский федерализм и территориальная организация государства // Правоведение. № 1
- Рянжин В. A. 1973. Проблемы территориальной организации Советского государства Л.: Изд-во Ленингр. ун-та.
- Рянжин В. А. (ред.) 1974. Советский этикет Л.: Изд-во Ленингр. ун-та.
- Рянжин В. А. 1976. О сущности фактической и юридической конституции // Актуальные теоретические проблемы развития государственного права и советского строительства. М.
- Рянжин В. А. 1996. Курс лекций по курсу «Муниципальное право» СПб.: Изд. Северо-западная академия государственной службы.
- Рянжин В. А. 2003. Маршал Густав Маннергейм.
- Рянжин В. А. 2004. Почему Финляндия осталась независимым и не оккупированным государством, потерпев поражение в войне?
- Рянжин В. А. 2010. Муниципальное право М.
- Русинова С. И., Рянжин В. А. (ред.) 1975 Советское конституционное право, Л.: Изд-во Ленингр. ун-та.